# 迪代什蒂鄉
44°13′N 24°53′E / 44.217°N 24.883°E
迪代什蒂鄉（羅馬尼亞語：Comuna Didești, Teleorman），是羅馬尼亞的鄉份，位於該國南部，由特列奧爾曼縣負責管轄，面積23平方公里，海拔高度102米，2007年人口1,338，人口密度每平方公里57人。